# Публій Корнелій Сципіон Азіна
Публій Корнелій Сципіон Азіна (лат. Scipio Asina: III століття до н. е.) — політичний і військовий діяч Римської республіки, учасник Другої Пунічної війни, консул 221 року до н. е. 

## Життєпис
Походив з патриціанського роду Корнеліїв, його гілки Сципіонів. Його агномен «азіна» значить «віслюк». Син Гнея Корнелія Сципіона Азіни, консула 260 та 254 років до н. е. 
У 221 році до н. е. його було обрано консулом разом з Марком Мінуцієм Руфом. Вони разом провели вдалу військову кампанію проти істрів (розбійницьке плем'я на території сучасного півострова Істрія).
У 217 році до н. е. після загибелі консула Гая Фламінія при Тразименському озері Публія Корнелія було призначено інтеррексом для проведення виборів нових магістратів. Було вирішено призначити диктатора Фабія Кунктатора.
У 211 році до н. е. під час наступу Ганнібала на Рим пропонував повернути усі сили до міста для його захисту від карфагенян, втім пропозиція Публія Корнелія Сципіона Азіна не знайшла підтримки.
Подальша його доля не відома.